# Burrito Deluxe
Burrito Deluxe är ett musikalbum av The Flying Burrito Brothers som lanserades i april 1970 på A&M Records. Det var det sista albumet med gruppen där Gram Parsons medverkade. Tidigare Byrds-trummisen Michael Clarke var ny medlem inför det här albumet. Skivan innehåller en tidig inspelning av Rolling Stones-låten "Wild Horses". Det kom att dröja ett helt år innan Rolling Stones egen version lanserades 1971. Skivan nådde ingen placering på Billboard 200-listan, något deras debutalbum gjort.

## Låtlista
(upphovsman inom parentes)
1. "Lazy Days" (Gram Parsons) - 3:03
2. "Image of Me" (Harlan Howard, Wayne Kemp) - 3:21
3. "High Fashion Queen" (Chris Hillman, Gram Parsons) - 2:09
4. "If You Gotta Go" (Bob Dylan) - 1:52
5. "Man in the Fog" (Bernie Leadon, Gram Parsons) - 2:32
6. "Farther Along" (J.R. Baxter, W.B. Stevens) - 4:02
7. "Older Guys" (Chris Hillman, Bernie Leadon, Gram Parsons) - 2:31
8. "Cody, Cody" (Chris Hillman, Bernie Leadon, Gram Parsons) - 2:46
9. "God's Own Singer" (Bernie Leadon) - 2:08
10. "Down in the Churchyard" (Chris Hillman, Gram Parsons) - 2:22
11. "Wild Horses" (Mick Jagger, Keith Richards) - 6:26